# Dennis King (homme politique)
Pour les articles homonymes, voir Dennis King et King.
Dennis King, né le 1er novembre 1971 à Georgetown (Île-du-Prince-Édouard), est un journaliste, éditeur et homme politique canadien. Il est ambassadeur du Canada en Irlande depuis mars 2025.
Membre du Parti progressiste-conservateur, il est député à l'Assemblée législative de l'Île-du-Prince-Édouard de la circonscription de Brackley-Hunter River (en) de 2019 à 2025.
Il est premier ministre de l'Île-du-Prince-Édouard du 9 mai 2019 au 21 février 2025.

## Biographie
Dennis King est consultant en communication.
Le 9 février 2019, il est élu chef du Parti progressiste-conservateur de l'Île-du-Prince-Édouard. Le 23 avril suivant, lors des élections générales, son parti obtient treize sièges sur vingt-sept à l'Assemblée législative. Le 9 mai, il est investi comme premier ministre de la province et dirige un gouvernement minoritaire de huit membres.
À la suite de l'élection partielle du 15 juillet 2019, Natalie Jameson est élue à l'Assemblée législative, ce qui permet à Dennis King d'obtenir la majorité absolue avec un 14e député et ainsi de diriger un gouvernement majoritaire.
Après les élections législatives du 3 avril 2023, où son parti remporte une large majorité absolue, il est reconduit dans ses fonctions de premier ministre de la province. Il démissionne de toutes ses fonctions, premier ministre, chef du PPC ainsi que député le 21 février 2025,.
Le 3 mars 2025, il est nommé ambassadeur du Canada en Irlande par le premier ministre Justin Trudeau,.